# 長體葉鯡
長體葉鯡為輻鰭魚綱鲱形目鲱科的其中一種，分布於西太平洋的暹羅灣海域，棲息深度可達50公尺，體長可達6.7公分，棲息在沿海海域，可做為食用魚。
其种加词“elongata”意为“长的”。